# ルドルスデン＝ポッパー相
ルドルスデン＝ポッパー相（ルドルスデンポッパーそう、英: Ruddlesden-Popper phase）は、層状のペロブスカイト様構造の層間に陽イオンが配置したペロブスカイト構造の関連構造である。一般式はAn+1BnX3n+1で表される。ここで、AとBは陽イオン、 Xは陰イオン（酸素など）、nはペロブスカイト層に含まれる八面体の層の数である。一般に、ペロブスカイト構造とNaCl型（岩塩型）構造が積み重なったインターグロース構造である。 
1957年に最初に合成して説明したS.N.ルドルスデンとP.ポッパーにちなんで名付けられた。 

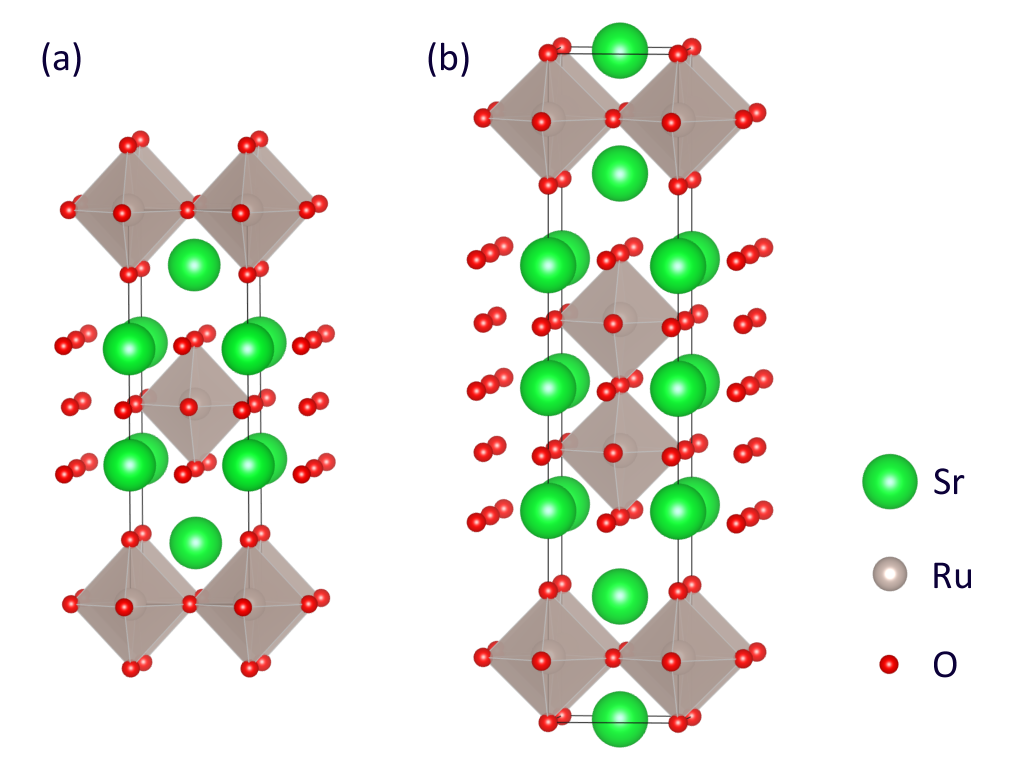
ルドルスデン＝ポッパー相の単位格子 (a) Sr_{2}RuO_{4} (n = 1) および (b)Sr_{3}Ru_{2}O_{7} (n = 2)。八面体はペロブスカイト類似構造を表している。この例では、A = A = Sr^{2+} である。

## 結晶構造
一般式 An+1BnX3n+1 は、An-1A'2BnX3n+1 と書くことができる。ここで、AおよびA'はアルカリ金属、アルカリ土類金属、または希土類金属を、Bは遷移金属を指す。Aイオンはペロブスカイト層にあり、陰イオンに対して配位数12のAX12立方八面体を作る。 A'イオンの配位数は9で、ペロブスカイト層と中間ブロック層の間の境界に配置する。 Bイオンは、陰イオンと作る八面体、四面体、正方形の中に配置する。 

## 合成
ルドルスデン＝ポッパー相の最初の例であるSr2TiO4、Ca2MnO4およびSrLaAlO4は、1957年に粉末X線回折によって確認された。これらの化合物は、適当な酸化物または炭酸塩を分子比で加熱することにより作製された。 
近年、ペロブスカイト様構造への関心が高まり、ルドルスデン＝ポッパー型化合物の合成法がさらに開発されている。従来の固相法の代わりに、ソフトケミストリーの固相法が利用されている。 合成技術には、層状ペロブスカイトのイオン交換反応、層間構造のイオン交換反応、トポケミカル重合反応、および層状ペロブスカイトのインターカレーションや多段階インターカレーションなどが含まれる。 

## 応用
ペロブスカイト構造と同様に、ルドルスデン＝ポッパー相は、超巨大磁気抵抗、超伝導、強誘電性、触媒活性などの特性を有する。 
応用上の層状ペロブスカイト構造の例として、金属空気電池に用いられるルドルスデン＝ポッパー型酸化物LaSr3FeO10がある。 ルドルスデン＝ポッパー相の層状構造により、層状ペロブスカイトの間にある酸素は容易に移動できる。酸素発生反応（OER）および酸素還元反応（ORR）の効率を高めるためには、酸素が容易に移動できる必要がある。 金属空気電池では、OERは空気極での充電反応であり、ORRは放電反応である。 